# Alba Maritima
Alba Maritima (łac. Diocesis Albensis Maritimus) – stolica historycznej diecezji w Chorwacji, w mieście Biograd na Moru znanym również pod włoską nazwą Zaravecchia lub Alba Marittima (od łacińskiej nazwy Alba Maris), skąd pochodzi nazwa obecnej diecezji tytularnej. Istniała w XI i XII wieku. Po zniszczeniu miasta w XII diecezja przeniesiona do Scardony. Sufragania również historycznej archidiecezji Salona. Obecnie katolickie biskupstwo tytularne.

## Biskupi tytularni
| Lp. | Biskup                 | Funkcja                                      | Od               | Do                  |
| --- | ---------------------- | -------------------------------------------- | ---------------- | ------------------- |
| 1   | Frederick Hall         | wikariusz apostolski Kisumu (Kenia)          | 9 kwietnia 1948  | 25 marca 1953       |
| 2   | François-Marie Picaud  | emerytowany biskup Bayeux (Francja)          | 5 sierpnia 1954  | 29 marca 1960       |
| 3   | Ignacy Jeż             | biskup pomocniczy gorzowski                  | 20 kwietnia 1960 | 28 czerwca 1972     |
| 4   | Francesco Monterisi    | nuncjusz apostolski urzędnik Kurii Rzymskiej | 24 grudnia 1982  | 20 listopada 2010   |
| 5   | Celso Morga Iruzubieta | urzędnik Kurii Rzymskiej                     | 29 grudnia 2010  | 8 października 2014 |
| 6   | Augusto Paolo Lojudice | biskup pomocniczy diecezji rzymskiej         | 6 marca 2015     | 6 maja 2019         |
| 7   | Giovanni Gaspari       | nuncjusz apostolski                          | 21 września 2020 |                     |